# 卢旺达王国
卢旺达王国，又称尼吉尼亚王国、尼吉尼亚王朝，是一个位于卢旺达的班图人王国，后由图西族王室统治。它是中非和东非最集权的王国之一。该王国后来在德国和比利时殖民统治下被吞并，但保留了一定程度的自治权。1959年，卢旺达革命爆发，胡图族与图西族之间爆发族群冲突，图西族王室于1961年被废除。在公投后，卢旺达成为由胡图族主导的共和国，并于1962年脱离比利时独立。
卢旺达革命后被废黜的国王基格里五世最终流亡至美国，自此王室支持者在国外维系一个流亡朝廷。现任卢旺达王位觊觎者为尤希六世。